# Мир, Надежда Петровна
Надежда Петровна Мир (род. 3 августа 1970 года,  г. Абай, Карагандинская область, Казахская ССР) — казахстанская спортсменка-пауэрлифтер.

## Карьера
Надежда тренировалась у Б. И. Шейко в Темиртау.
На чемпионате мира 1993 года Надежда выступала в категории до 56 кг и завоевала 3 место.
На чемпионате Азии 1994 года Надежда Мир в категории до 52 кг стала третьей.
На чемпионатах мира 1994 и 1995 годов она становится чемпионкой мира, причём в разных весовых категориях (до 52 кг — в 1994 году и до 56 кг — в 1995 году)
На чемпионате Азии 1995 года Надежда в категории до 52 кг завоевал серебро.
В 1996 году Надежда становится чемпионкой Азии в категории до 56 кг.
На Всемирных играх 1997 года в финском Лахти завоевала бронзу в лёгком весе.
В 1991—1996 годах становится чемпионкой Казахстана. А в 1995 году стала бронзовым призёром чемпионата России.